# Ray Shulman

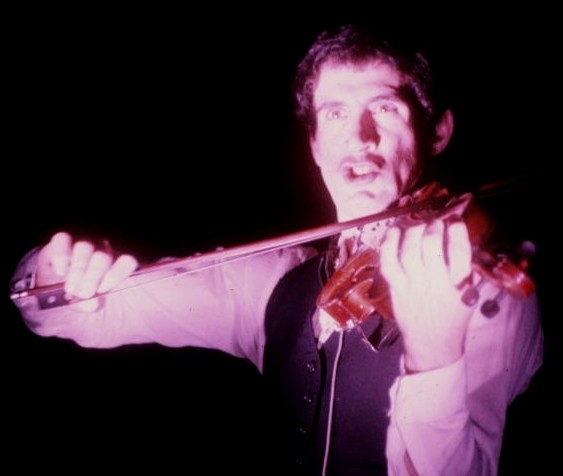
Ray Shulman 2004

Raymond „Ray“ Shulman (* 8. Dezember 1949 in Portsmouth, England; † 30. März 2023 in London) war ein Musiker und Gründungsmitglied der Progressive-Rock-Band Gentle Giant.
Ray besuchte die Technical High School in Portsmouth.
1966 gründete er unter dem Pseudonym „Simon Dupree“ mit seinen Brüdern Derek und Phil Shulman die Popband Simon Dupree and the Big Sound. Zu den Mitgliedern der Gruppe gehörte zeitweise auch Reginald Dwight, der später als Elton John bekannt wurde. Mit Kites gelangte die Gruppe 1967 bis auf Platz 9 der britischen Hitparade. Weitere nennenswerte Erfolge erzielten Simon Dupree and the Big Sound nicht, so dass die Shulman-Brüder sich 1970 in Gentle Giant umbenannten und ihren Stil radikal änderten.
Wie seine Brüder war auch Ray Shulman Multiinstrumentalist und spielte Bassgitarre, Trompete, Violine, Schlagzeug, Perkussion und Gitarre. Er war einer der Hauptkomponisten von Gentle Giant und vornehmlich deren Bassist. Nachdem sich Gentle Giant aufgelöst hatten, schrieb Shulman zunächst von 1982 bis 1986 Musik für Fernsehen und Kino.
Ab 1986 produzierte Shulman mit The Sugarcubes Songs wie Life’s too good, The Sundays’ Reading, writing and Arithmetic und auch Ian McCullochs Candleland. Diese Lieder hatten großen kommerziellen Erfolg, vor allen Dingen die ersten beiden, die über 1 Million Mal in den Plattenläden verkauft wurden. Außerdem spielte Ray den Bass auf dem Album 69 von A. R. Kane (er ist auf den Liedern Crazy Blue, Baby Milk Snatcher und Spermwhale Tripover zu hören). Er spielte auch auf dem Album Americana von Kane.
Später nahm Shulman zwei Platten unter dem Pseudonym „Head Doctor“ bei Millennium Records auf. Er erscheint auch auf einem Techno-Kollektion-Album. Ray Shulman schrieb für PC-Spiele wie Privateer 2: The Darkening oder Azrael’s Tears die Hintergrundmusik.
Weitere Musiker, mit denen Ray Shulman zu tun hatte, waren Darden Smith (er spielt Violine auf seinem Album), Grace Kairos (auf dem Album Emotions Park), The Veldt, Afrodisiac sowie Lulabox and Granati Brothers, Hard Core.
Ray Shulman starb nach einer längeren Krankheit am 30. März 2023 im Alter von 73 Jahren.